# Winfried Schoeller
Winfried Schoeller  (* 23. Februar 1941 in Posen, Warthegau) ist ein deutscher Politiker der SPD.

## Ausbildung und Beruf
Nach dem Besuch der Volksschule und des Gymnasiums legte Winfried Schoeller 1963 das Abitur ab.
Er belegte bis 1967 ein Studium des Maschinenbaus an der Technischen Hochschule Aachen. Danach studierte er bis 1972 Psychologie, Politologie und Soziologie an der Universität Bonn. Ab 1970 war er Diplom-Psychologe. Schoeller wurde ab 1972 Angestellter der Bundesanstalt für Arbeit und Leiter des Psychologischen Dienstes des Arbeitsamtes Düren. Ab 1976 war er Verwaltungsrat.

## Politik
Winfried Schoeller ist seit 1968 Mitglied der SPD. Er war von 1968 bis 1970 stellvertretender Vorsitzender des Ortsvereins der SPD in Zülpich. Ab 1974 war er Mitglied des Unterbezirksvorstandes Euskirchen und seit 1976 Vorsitzender des SPD-Unterbezirks Euskirchen. Im Rat der Stadt Zülpich war Schoeller von 1969 bis 1976, von 1970 bis 1975 fungierte er dort als Fraktionsvorsitzender. 1970 wurde er Mitglied des Kreistages Euskirchen und 1975 dort stellvertretender Fraktionsvorsitzender.
Von 1968 bis 1970 war er als Mitglied des Studentenparlaments der Universität Bonn tätig. Ferner war er ab 1973 Mitglied der Arbeiterwohlfahrt und seit 1974 Mitglied der Gewerkschaft Öffentliche Dienste, Transport und Verkehr.
Winfried Schoeller war vom 28. Mai 1975 bis zum 28. Mai 1980 Mitglied des 8. Landtages von Nordrhein-Westfalen, in den er über die Landesliste einzog.